# R-469A
R-469A ist die Bezeichnung für ein Kältemittelgemisch. Es besteht aus 35 % Kohlenstoffdioxid (R-744), 32,5 % Difluormethan (R-32) und 32,5 % Pentafluorethan (R-125).

## Geschichte
Das Gemisch wurde von der TU Dresden und Weiss Technik (ein Unternehmen der Schunk Group), entwickelt.
Ausgangspunkt für die Entwicklung war die Einschränkung der Verwendung des Kältemittels Fluoroform (R-23) durch die EU-Verordnung 517/2014 über fluorierte Treibhausgase. R-23 war zu diesem Zeitpunkt das am häufigsten genutzte Kältemittel um Temperaturen bis −70 °C zu erreichen. Seit 2014 ist die Inverkehrbringung von R-23 in kältetechnischen Neuinstallationen und Geräten nur noch im Rahmen von Übergangsregelungen erlaubt. Diese führten unter anderem zu einer deutlichen Verknappung der verfügbaren Menge und zu einem enormen Preisanstieg.
Ziel des Projektes war die Entwicklung eines neuen Kältemittels für Temperaturen bis −70 °C, das die Anforderungen der EU-Verordnung erfüllt und nicht brennbar oder toxisch ist. 2019 wurde das Gemisch bei der ASHRAE für die Erteilung einer R-Nummer angemeldet, welchen im selben Jahr vergeben wurde.

## Eigenschaften
| Eigenschaften                       | Wert                                                      |
| ----------------------------------- | --------------------------------------------------------- |
| Zusammensetzung                     | 35 % R-744 (CO2) 32,5 % R-32 (CH2F2) 32,5 % R-125 (C2HF5) |
| durchschnittl. molare Masse [g/mol] | 59,1                                                      |
| Bubble Point [°C]                   | −78,5                                                     |
| Taupunkt [°C]                       | −61,5                                                     |

R-469A ist ein chemisch stabiles, farbloses und geruchloses Gasgemisch. Da es ungiftig und nicht brennbar ist, wurde es in die Sicherheitsgruppe A1 eingestuft. Das Treibhauspotential (GWP) von R-469A beträgt 1357 und damit weniger als 10 % dessen von R-23 (GWP 14800). Durch den geringen GWP-Wert erfüllt es die Anforderungen der EU-Verordnung 517/2014 an Kältemittel für Neuanlagen auch ohne die sonst notwendige Ausnahmegenehmigung. Anlagen mit dem Kältemittel R-469A sind bis 3,6 kg Füllmenge von der Leckageprüfung gemäß EU-Verordnung 517/2014 freigestellt.

## Verwendung
R-469A wird in Prüfschränken für die Klimasimulation verwendet, die Tieftemperaturen bis −70 °C erreichen. Es dient als Ersatz für R-23. Die Eigenschaften von R-469A in Hinsicht auf Abkühlrate, Wärmekompensation oder Luftverteilung sind nahezu identisch mit denen von R-23. Dadurch sind die Prüfergebnisse von Anlagen mit beiden Kältemitteln direkt vergleichbar.

## Handelsnamen
- WT69